# Бжозе (гмина)
Бжозе (пол. Brzozie) — сельская гмина (волость) в Польше, входит как административная единица в Бродницкий повет, Куявско-Поморское воеводство. Население — 3640 человек (на 2004 год).

## Сельские округа
1. Бжозе
2. Яйково
3. Янувко
4. Мале-Лезьно
5. Малы-Глембочек
6. Сугайно
7. Свеце
8. Трепки
9. Вельки-Глембочек
10. Вельке-Лезьно
11. Зембже

## Соседние гмины
1. Гмина Бартничка
2. Гмина Бродница
3. Гмина Гродзично
4. Гмина Кужентник
5. Гмина Лидзбарк
6. Гмина Збично
7. Гмина Бартничка